# Munidopsis mandelai
Munidopsis mandelai là một loài tôm hùm trong họ Munidopsidae. Đây là một loài giáp xác mới phát hiện được đặt tên khoa học nhằm tôn vinh nhà lãnh đạo Nam Phi Nelson Mandela. Loài tôm hùm có họ hàng với cua "ẩn sĩ" này được tìm thấy trong khu vực biển chưa được khám phá nhiều thuộc tây nam Ấn Độ Dương, ngoài khơi bờ biển Nam Phi vào năm 2011. Môi trường sống của loài tôm khá nhỏ này là 750m dưới bề mặt đại dương.